# Richard Haensch
Richard Haensch, aktiv från 1890, var en tysk entomolog och insektshandlare från Berlin.
Haensch samlade i Bahia (1893−1894), Minas Gerais (1896–1897) och Ecuador (1899–1900). Hans revision av underfamiljen Ithomiinae är fortfarande standard. Haensch har fått ödlearten Stenocercus haenschi uppkallad efter sig. 
Auktorsnamnet Haensch kan användas för Richard Haensch i samband med ett vetenskapligt namn inom zoologin; se Wikipedia-artiklar som länkar till auktorsnamnet.